# Oeax griseus
Oeax griseus es una especie de escarabajo longicornio del género Oeax, subfamilia Lamiinae. Fue descrita científicamente por Breuning en 1951.
Se distribuye por el continente africano. Posee una longitud corporal de 8 milímetros.